# ジャスティナ・ロブスン
ジャスティナ・ロブスン（Justina Robson、1968年6月11日 - ）はイギリスのSF作家。

## 略歴
ロブスンはイギリスリーズにて生まれ、ヨーク大学で哲学と言語学を学んだ。専業作家となるまでに、秘書やテクニカル・ライター、フィットネスインストラクターなど多くの職を経験した。
ロブスンはクラリオン・ワークショップに参加し、1994年にイギリスの小雑誌The Third Alternativeに作品が掲載され、作家デビューを果たす。第一長編Silver Screen (1999) は2000年のアーサー・C・クラーク賞と英国SF協会賞の最終選考に残り、第二長編Mappa Mundi (2001) も再び2001年のアーサー・C・クラーク賞において最終選考に残る。しかしSilver ScreenとMappa Mundiにより、Amazon.co.uk Writer’s Bursary 2000を受賞する。2004年第三長編Natural History (2004) が発表され、英国SF協会賞の最終選考に残るとともに、ジョン・W・キャンベル記念賞を次点で惜しくも逃す。
作品の特徴として、鋭く描写された登場人物と、知性を示す深く考え抜かれた修辞手法が挙げられる。このため、ロブスンは「最も優れたハードSF作家の一人」と表現された。
Living Next-Door to the God of Love (2005) はNatural Historyと同一の宇宙を舞台としている。Keeping It Real (2006) に始まるQuantum Gravityシリーズは、現在シリーズ第3作Going Under (2008) まで出版されており、第4作Chasing the Dragonが2009年8月刊行予定。

## 作品リスト
- Silver Screen (1999)
- Mappa Mundi (2001)
- Natural History (2003)
- Living Next-Door to the God of Love (2005)
- Quantum Gravity シリーズ
  - Keeping It Real (2006)
  - Selling Out (2007)
  - Going Under (2008)